# Meng Wanzhou
Meng Wanzhou (født 13. februar 1972) er en kinesisk forretningskvinde, der er finansdirektør og næstformand for bestyrelsen i Huawei. Hun er datter af firmaets stifter, Ren Zhengfei, der er tidligere ingeniør i den kinesiske hær. 
Hun blev anholdt 1. december 2018 under en mellemlanding i Vancouver i Canada på anmodning af USA, der anklager hende for at bryde de amerikanske sanktioner mod Iran via banksvindel, obstruktion og tyveri af teknologi. Hun ventes at komme for retten i begyndelsen af marts 2019. Der skal det afgøres, om hun vil blive udvist til retforfølgelse i USA. Kina kræver, at hun bliver løsladt og hævder, at Canada krænker hendes menneskerettigheder ved ikke at oplyse hende om, hvad hun er anholdt for.